# Pagny-le-Château
Pagny-le-Château is een gemeente in het Franse departement Côte-d'Or (regio Bourgogne-Franche-Comté) en telt 491 inwoners (1999). De plaats maakt deel uit van het arrondissement Beaune.

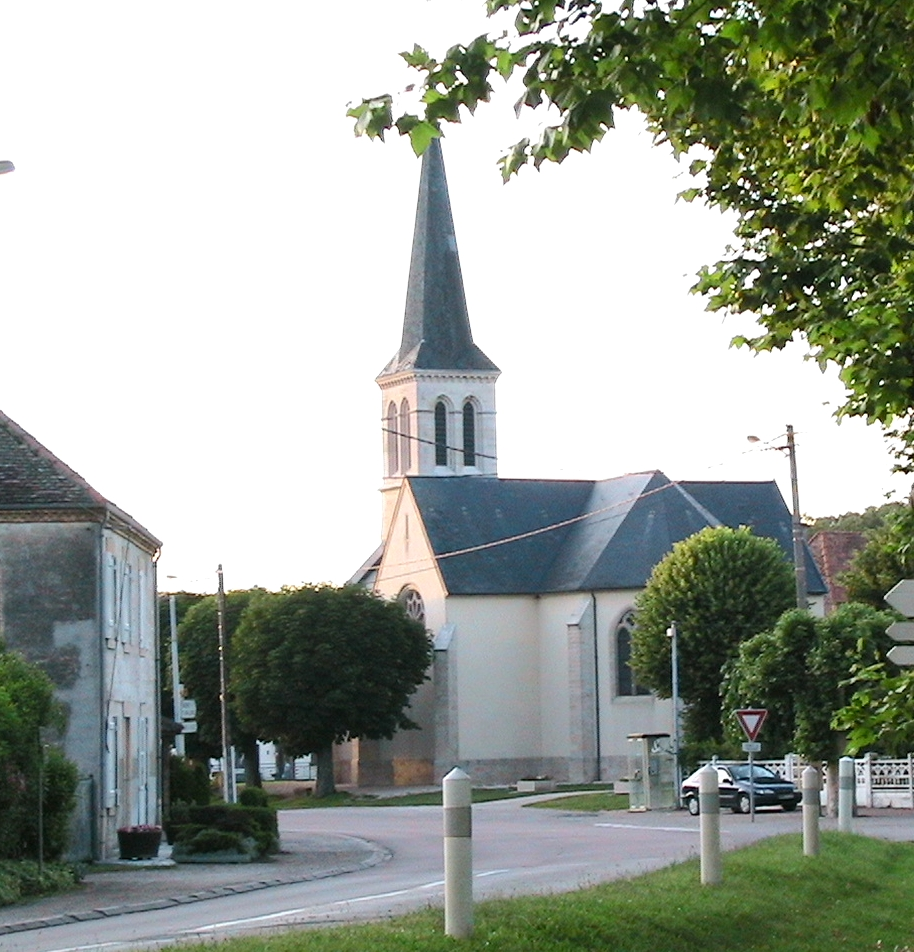
Kerk

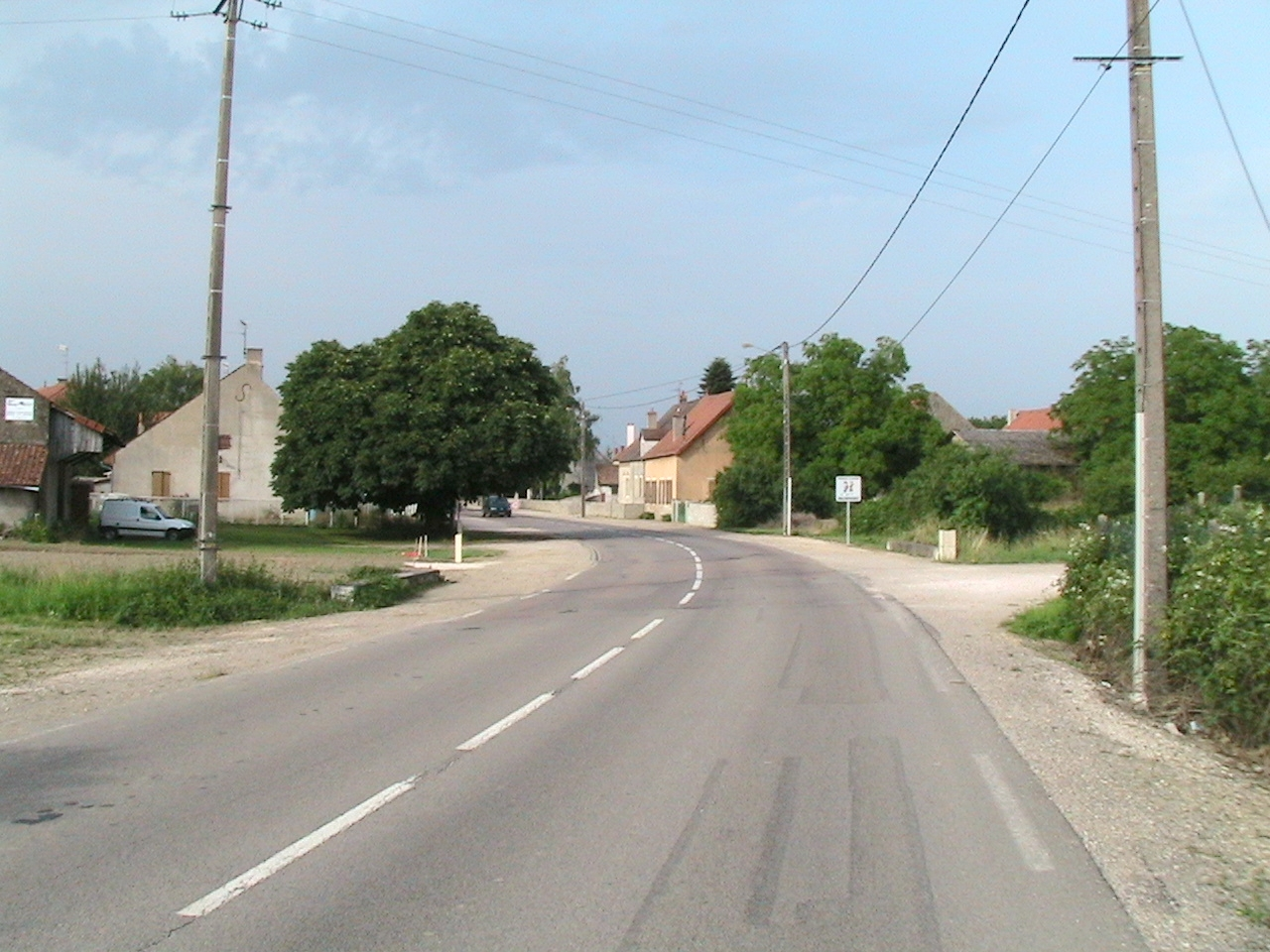
Binnenrijden van het dorp

## Geografie
De oppervlakte van Pagny-le-Château bedraagt 23,9 km², de bevolkingsdichtheid is 20,5 inwoners per km².
De onderstaande kaart toont de ligging van Pagny-le-Château met de belangrijkste infrastructuur en aangrenzende gemeenten.

## Demografie
Onderstaande figuur toont het verloop van het inwonertal (bron: INSEE-tellingen).